# Medalha Hughes

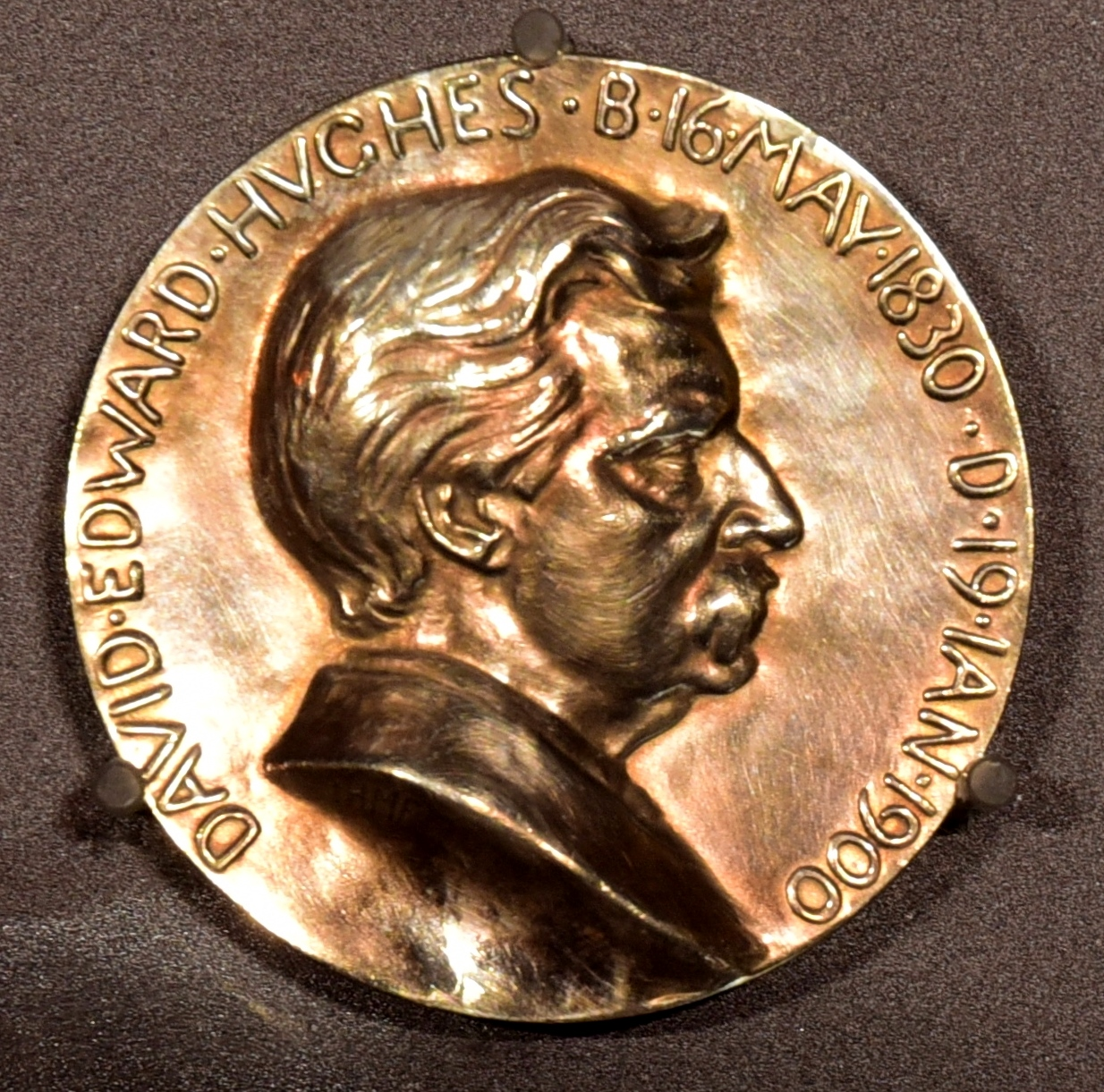
Medalha Hughes

A Medalha Hughes é uma medalha de prata entregue anualmente pela Royal Society de Londres, desde 1902, para distinguir “descobertas originais nas ciências físicas, em particular na electricidade e magnetismo, ou suas aplicações”. A medalha é acompanhada por um prémio monetário de mil libras.
Este prémio foi instituído em homenagem a David Edward Hughes (1831-1900), inventor do telégrafo com teclado alfabético e impressor.

## Agraciados[1]
| Ano  | Nome                                     | Análise racional | Notas               |
| ---- | ---------------------------------------- | --- | ------------------- |
| 1902 | Joseph John Thomson                      | "Por suas inúmeras contribuições para a ciência elétrica, especialmente em referência aos fenômenos da descarga elétrica em gases" | [ 2 ]               |
| 1903 | Johann Wilhelm Hittorf                   | "Por seus longos anos contínuos na dedicação de pesquisas experimentais sobre a descarga elétrica em líquidos e gases" | [ 3 ]               |
| 1904 | Joseph Wilson Swan                       | "por sua invenção; A lâmpada incandescente, e suas outras invenções e melhorias nas aplicações práticas da eletricidade" | [ 4 ]               |
| 1905 | Augusto Righi                            | "por suas pesquisas experimentais em ciência elétrica, incluindo vibrações elétricas" | [ 5 ]               |
| 1906 | Hertha Marks Ayrton                      | "por suas investigações experimentais sobre o arco elétrico, e também sobre ondulações de areia" | [ 6 ]               |
| 1907 | Ernest Howard Griffiths                  | "por suas contribuições para a medição física exata" | [ 7 ]               |
| 1908 | Eugen Goldstein                          | "pelas suas descobertas sobre a natureza das descargas elétricas em gases rarefeitos" | [ 8 ]               |
| 1909 | Richard Glazebrook                       | "pelas suas pesquisas em relação ao padrões elétricos" | [ 9 ] [ 10 ]        |
| 1910 | John Ambrose Fleming                     | "por suas pesquisas em eletricidade e nas medições elétricas" | [ 11 ]              |
| 1911 | Charles Thomson Rees Wilson              | "pelo seu trabalho em núcleos em ar isento de poeira, e também devido ao relacionado a íons em gases e eletricidade atmosférica" | [ 12 ]              |
| 1912 | William Duddell                          | "pelas suas investigações sobre eletricidade técnica" | [ 13 ]              |
| 1913 | Alexander Graham Bell                    | "pela sua contribuição na invenção do telefone, e mais especificamente pela invenção do receptor" | [ 14 ]              |
| 1914 | John Sealy Townsend                      | "pelas suas pesquisas sobre a indução elétrica em gases" | [ 15 ]              |
| 1915 | Paul Langevin                            | "por suas contribuições importantes, e posição proeminente, na ciência eletrica" | [ 16 ]              |
| 1916 | Elihu Thomson                            | "pelas suas pesquisas em eletricidade experimental" | [ 17 ]              |
| 1917 | Charles Glover Barkla                    | "pelas suas pesquisas em conexões com radiação de raio x" | [ 18 ]              |
| 1918 | Irving Langmuir                          | "pelas suas pesquisas na física molecular" | [ 19 ]              |
| 1919 | Charles Chree                            | "pelas suas pesquisas sobre magnetismo terrestre" | [ 20 ]              |
| 1920 | Owen Willans Richardson                  | "pelo seu trabalho em física experimental, especialmente na termiônica" | [ 21 ]              |
| 1921 | Niels Bohr                               | "pelas sua pesquisa em física teórica" | [ 22 ]              |
| 1922 | Francis William Aston                    | "pela sua descoberta de isótopos de um grande número de elementos pelo método dos raios anódicos" | [ 23 ]              |
| 1923 | Robert Andrews Millikan                  | "pela determinação da carga elétrica e outras constantes físicas" | [ 24 ]              |
| 1924 | Não houve premiação                      | Não houve premiação | Não houve premiação |
| 1925 | Frank Edward Smith                       | "pela determinação de unidades elétricas fundamentais e pelas suas pesquisas em eletricidade técnica" | [ 25 ]              |
| 1926 | Henry Bradwardine Jackson                | "pelo seu trabalho pioneiro nas investigações científicas da telegrafia e a sua aplicação para a navegação" | [ 26 ]              |
| 1927 | William David Coolidge                   | "pelo seu trabalho nos raios x e pelo desenvolvimento de mecanismos altamente eficientes para a produção deles" | [ 27 ]              |
| 1928 | Maurice de Broglie                       | "pelo seu trabalho nos espectros de raios x" | [ 28 ]              |
| 1929 | Hans Geiger                              | "pela invenção e desenvolvimento de métodos para a contagem de partículas alfa e beta" | [ 29 ]              |
| 1930 | Chandrasekhara Venkata Raman             | "pelos seus estudos sobre a difusão anormal da luz" | [ 30 ]              |
| 1931 | William Lawrence Bragg                   | "pelo seu trabalho pioneiro na elucidação da estrutura do cristal por análise de raios x" | [ 31 ]              |
| 1932 | James Chadwick                           | "pelas suas pesquisas sobre radioatividade" | [ 32 ]              |
| 1933 | Edward Appleton                          | "pelas suas pesquisas com relação aos efeitos da câmara de Heaviside na transmissão de sinais sem fio" | [ 33 ]              |
| 1934 | Karl Siegbahn                            | "pelo seu trabalgo como físico e técnico em raios x de ondas longas" | [ 34 ]              |
| 1935 | Clinton Davisson                         | "por sua pesquisa que resultou na descoberta da existência física de ondas de elétrons, através de investigações de longa duração sobre a reflexão de elétrons dos planos de cristal de níquel e outros metais" | [ 35 ]              |
| 1936 | Walter Schottky                          | "por sua descoberta do efeito Schrot na emissão termiônica e sua invenção do tetrodo da grade da tela e um método super-heteródino de receber sinais sem fio" | [ 36 ]              |
| 1937 | Ernest Lawrence                          | "pelo seu trabalho no desenvolvimento do cíclotron e sua aplicação a investigações de desintegração nuclear" | [ 37 ]              |
| 1938 | John Cockcroft e Ernest Walton           | "pela descoberta de que núcleos poderiam ser desintegrados por partículas bombardeadas produzidas artificialmente" | [ 38 ]              |
| 1939 | George Paget Thomson                     | "por suas importantes descobertas em conexão com a difração de elétrons por matéria" | [ 39 ]              |
| 1940 | Arthur Holly Compton                     | "por sua descoberta do Efeito Compton; e por seu trabalho sobre os raios cósmicos" | [ 40 ]              |
| 1941 | Nevill Francis Mott                      | "por sua fértil aplicação dos princípios da teoria quântica a muitos ramos da física, especialmente nos campos da teoria nuclear e de colisão, na teoria dos metais e na teoria das emulsões fotográficas" | [ 41 ]              |
| 1942 | Enrico Fermi                             | "por suas contribuições notáveis para o conhecimento da estrutura elétrica da matéria, seu trabalho em teoria quântica e seus estudos experimentais do nêutron" | —                   |
| 1943 | Marcus Oliphant                          | "por seu trabalho ilustre em física nuclear e domínio dos métodos de geração e aplicação de altos potenciais" | [ 42 ]              |
| 1944 | George Finch                             | "por suas contribuições fundamentais para o estudo da estrutura e propriedades das superfícies, e por seu importante trabalho na ignição elétrica de gases" | [ 43 ]              |
| 1945 | Basil Schonland                          | "por seu trabalho sobre eletricidade atmosférica e de outras pesquisas físicas" | [ 44 ]              |
| 1946 | John Randall                             | "por suas distintas pesquisas em materiais fluorescentes e na produção de radiação eletromagnética de alta frequência" | —                   |
| 1947 | Frédéric Joliot-Curie                    | por suas contribuições distintas à física nuclear, particularmente a descoberta da radioatividade artificial e da emissão de nêutrons no processo de fissão" | [ 45 ]              |
| 1948 | Robert Watson-Watt                       | "por suas contribuições distintas para a física atmosférica e para o desenvolvimento do radar" |                     |
| 1949 | Cecil Powell                             | "por seu notável trabalho na fotografia de trilhas de partículas e em conexão com a descoberta de mésons e sua transformação" | [ 46 ]              |
| 1950 | Max Born                                 | "por suas contribuições para a física teórica em geral e para o desenvolvimento da mecânica quântica em particular" | [ 47 ]              |
| 1951 | Hendrik Kramers                          | "por seu trabalho distinto na teoria quântica, particularmente sua aplicação às propriedades ópticas e magnéticas da matéria" | —                   |
| 1952 | Philip Dee                               | "particularmente por seus estudos ilustres sobre a desintegração de núcleos atômicos, particularmente aqueles que usam a técnica da câmara de nuvem de Wilson" | —                   |
| 1953 | Edward Crisp Bullard                     | "por suas importantes contribuições para o desenvolvimento, tanto teórico quanto experimental, da física da Terra" | [ 48 ]              |
| 1954 | Martin Ryle                              | "por suas distintas e originais pesquisas experimentais em radioastronomia" | [ 49 ]              |
| 1955 | Harrie Massey                            | "por suas contribuições distintas para a física atômica e molecular, particularmente no que diz respeito às colisões envolvendo a produção e recombinação de íons." | —                   |
| 1956 | Frederick Lindemann                      | "por seu trabalho distinto em muitos campos: a fórmula do ponto de encontro e a teoria de calores específicos; ionização de estrelas; meteoros e inversão de temperatura na estratosfera" | [ 50 ]              |
| 1957 | Joseph Proudman                          | "por seu distinto trabalho em oceanografia dinâmica" | [ 51 ]              |
| 1958 | Edward Andrade                           | "por suas contribuições distintas a muitos ramos da física clássica" | —                   |
| 1959 | Brian Pippard                            | "por suas contribuições ilustres no campo da física de baixas temperaturas" | —                   |
| 1960 | Joseph Pawsey                            | "por suas contribuições distintas para a radioastronomia, tanto no estudo da emissão de raios solares quanto cósmicos" | —                   |
| 1961 | Alan Cottrell                            | "pelo seu trabalho notável sobre as propriedades físicas dos metais, particularmente em relação à deformação mecânica e aos efeitos da irradiação" | [ 52 ]              |
| 1962 | Brebis Bleaney                           | "por seus estudos ilustres de fenômenos elétricos e magnéticos e sua correlação com propriedades atômicas e moleculares" | [ 53 ]              |
| 1963 | Frederic Calland Williams                | "para trabalhos ilustres nos primeiros computadores" | —                   |
| 1964 | Abdus Salam                              | "por suas contribuições distintas para a mecânica quântica e a teoria das partículas fundamentais" | [ 54 ]              |
| 1965 | Denys Wilkinson                          | "por sua distinta investigação experimental e teórica em estrutura nuclear e física de alta energia" | —                   |
| 1966 | Nicholas Kemmer                          | "por suas inúmeras descobertas de grande importância na física nuclear teórica que ele fez" | [ 55 ]              |
| 1967 | Kurt Mendelssohn                         | "por suas contribuições distintas para a criofísica, especialmente suas descobertas em supercondutividade e superfluidez" | [ 56 ]              |
| 1968 | Freeman Dyson                            | "por seu distinto trabalho fundamental em física teórica e, especialmente, em eletrodinâmica quântica" | [ 57 ]              |
| 1969 | Nicholas Kurti                           | "por seu trabalho ilustre em física de baixa temperatura e em termodinâmica" | [ 58 ]              |
| 1970 | David Bates                              | "por suas contribuições distintas à física atômica e molecular teórica e suas aplicações à física atmosférica, física de plasma e astrofísica" | [ 59 ]              |
| 1971 | Robert Hanbury Brown                     | "por seu trabalho distinto no desenvolvimento de uma nova forma de interfrômetro estelar, culminando em suas observações de alfa virginis" | [ 60 ]              |
| 1972 | Brian David Josephson                    | "particularmente por sua descoberta das propriedades notáveis de junções entre materiais supercondutores" | [ 61 ]              |
| 1973 | Peter Hirsch                             | "por suas contribuições distintas para o desenvolvimento da técnica de filme fino de microscópio eletrônico para o estudo de defeitos de cristal e sua aplicação a uma ampla gama de problemas em ciência de materiais e metalurgia" | [ 62 ]              |
| 1974 | Peter Fowler                             | "por suas contribuições notáveis para os raios cósmicos e física de partículas elementares" | [ 63 ]              |
| 1975 | Richard Dalitz                           | "por suas contribuições distintas para o desenvolvimento da técnica de filme fino de microscópio eletrônico para o estudo de defeitos de cristal e sua aplicação a uma ampla gama de problemas em ciência de materiais e metalurgia" | [ 64 ]              |
| 1976 | Stephen Hawking                          | "por suas contribuições distintas para a aplicação da relatividade geral à astrofísica, especialmente para o comportamento da matéria altamente condensada" | [ 65 ]              |
| 1977 | Antony Hewish                            | "por suas contribuições notáveis para a radioastronomia, incluindo a descoberta e identificação de pulsares" | [ 66 ]              |
| 1978 | William Cochran                          | "por suas contribuições pioneiras para a ciência da cristalografia de raios-X, na qual seu trabalho teve um impacto profundo em seu desenvolvimento e aplicação, e por suas contribuições originais para a dinâmica da rede e sua relação com as transições de fase, que estimularam um novo e fecundo campo de resultados " | [ 67 ]              |
| 1979 | Williams Robert                          | "por seus estudos ilustres das conformações de moléculas de computador em solução pelo uso de ressonância magnética nuclear" | [ 68 ]              |
| 1980 | Francis Farley                           | "por suas medições ultraprecisas do momento magnético do múon, um teste severo da eletrodinâmica quântica e da natureza do múon" | —                   |
| 1981 | Peter Higgs e Tom Kibble                 | "por suas contribuições internacionais sobre a quebra espontânea de simetrias fundamentais na teoria das partículas elementares" | [ 69 ]              |
| 1982 | Drummond Hoyle Matthews e Frederick Vine | "por sua elucidação das propriedades magnéticas do fundo do oceano, que posteriormente levou à hipótese das placas tectônicas" | [ 70 ]              |
| 1983 | John Ward                                | "por suas contribuições originais e altamente influentes para a teoria quântica de campos, particularmente a identidade de Ward e a teoria de Salam-Ward de interações fracas." | [ 71 ]              |
| 1984 | Roy Kerr                                 | "por seu distinto trabalho sobre a relatividade, especialmente por sua descoberta do chamado Buraco Negro de Kerr, que foi muito influente" | [ 72 ]              |
| 1985 | Tony Skyrme                              | "por suas contribuições para a partícula teórica e física nuclear, e sua descoberta de que entidades parecidas com partículas que simulam as propriedades dos bárions podem ocorrer em teorias de campos de mésons não lineares." | —                   |
| 1986 | Michael Woolfson                         | "para a criação de algoritmos incluindo MULTAN e SAYTAN que são usados em todo o mundo para resolver a maioria das estruturas cristalinas relatadas" | —                   |
| 1987 | Michael Pepper                           | "por suas muitas investigações experimentais importantes sobre as propriedades fundamentais de semicondutores, especialmente sistemas de baixa dimensão, onde ele elucidou algumas de suas propriedades incomuns, como localização de elétrons e os efeitos Quantum Hall" | —                   |
| 1988 | Archibald Howie e Michael John Whelan    | "por suas contribuições para a teoria de difração de elétrons e microscopia, e sua aplicação ao estudo de defeitos de rede em cristais" | —                   |
| 1989 | John Stewart Bell                        | "por suas contribuições notáveis para a nossa compreensão da estrutura e interpretação da teoria quântica, em particular demonstrando a natureza única de suas previsões" | [ 73 ]              |
| 1990 | Thomas George Cowling                    | "por suas contribuições fundamentais para a astrofísica teórica, incluindo estudos teóricos seminais do papel da indução eletromagnética em sistemas cósmicos" | [ 74 ]              |
| 1991 | Philip Burton Moon                       | "por suas contribuições em três áreas principais da ciência - física nuclear, a descoberta de ressonâncias de raios gama e o uso de feixes moleculares em colisão para estudar reações químicas" | [ 75 ]              |
| 1992 | Michael Seaton                           | "por sua pesquisa teórica em física atômica e liderança do Opacity Project" | [ 71 ]              |
| 1993 | George Isaak                             | "por seu uso pioneiro de técnicas de espalhamento ressonante para fazer medições extremamente precisas das mudanças de velocidade Doppler na fotosfera solar" | [ 76 ]              |
| 1994 | Robert G. Chambers                       | "por suas muitas contribuições para a física do estado sólido, em particular seu experimento engenhoso e tecnicamente exigente que verificou o efeito Ahoronov-Bohm sobre o comportamento de partículas carregadas em campos magnéticos" | —                   |
| 1995 | David Shoenberg                          | "por seu trabalho na estrutura eletrônica de sólidos, em particular pela exploração de técnicas de baixa temperatura, particularmente o efeito De Haas Van Alphen, definindo a superfície de Fermi de muitos metais" | —                   |
| 1996 | Amyand Buckingham                        | "por suas contribuições para a física química, em particular para forças intermoleculares de longo alcance, óptica não linear, problemas relacionados à polarizabilidade do átomo de hélio, a interpretação de espectros de NMR e as aplicações de cálculos ab initio" | [ 77 ]              |
| 1997 | Andrew Lang                              | "por seu trabalho fundamental em física de difração de raios-X e por seus desenvolvimentos das técnicas de topografia de raios-X, em particular no estudo de defeitos em estruturas cristalinas" | [ 78 ]              |
| 1998 | Raymond Hide                             | "por suas distintas investigações experimentais e teóricas da hidrodinâmica de fluidos rotativos e a aplicação de tais estudos básicos para a compreensão dos movimentos na atmosfera e no interior dos planetas principais" | [ 79 ]              |
| 1999 | Alexander Boksenberg                     | "por suas descobertas marcantes sobre a natureza dos núcleos galácticos ativos, a física do meio intergaláctico e do gás interestelar nas galáxias primordiais. Ele também é conhecido por suas contribuições excepcionais para o desenvolvimento da instrumentação astronômica, incluindo o Sistema de contagem de fótons de imagem, um detector de área eletrônico revolucionário para a detecção de fontes fracas, que deu um grande impulso à astronomia óptica no Reino Unido " | [ 80 ]              |
| 2000 | Chintamani Rao                           | "por suas contribuições ao campo da química de materiais, em particular, em relação aos estudos das propriedades eletrônicas e magnéticas de óxidos de metal de transição e supercondutores de alta temperatura. Seu trabalho foi uma inspiração para uma geração de cientistas indianos" | [ 81 ]              |
| 2001 | John Pethica                             | "por suas contribuições ao campo da mecânica do nanômetro e da escala atômica. Ele inventou e desenvolveu a técnica de nanoindentação, revolucionando assim a caracterização mecânica de volumes ultrapequenos de materiais. Isso teve uma grande influência nas indústrias relacionadas com filme fino e tecnologias de revestimento " | [ 82 ]              |
| 2002 | Alexander Dalgarno                       | "por suas contribuições para a teoria do processo atômico e molecular e, em particular, sua aplicação à astrofísica. Seus estudos de deposições de energia fornecem a chave para a compreensão das emissões de auroras terrestres, atmosferas planetárias e cometas" | —                   |
| 2003 | Peter Edwards                            | "por seu distinto trabalho como químico de estado sólido. Ele fez contribuições seminais para campos incluindo a supercondutividade e o comportamento de nanopartículas de metal, e avançou muito nosso entendimento da fenomenologia da transição metal-isolador" | [ 83 ]              |
| 2004 | John Clarke                              | "por sua notável pesquisa, liderando o mundo na invenção, construção e desenvolvimento de novos dispositivos supercondutores de interferência quântica (SQUID), em sua teoria e em sua aplicação a uma infinidade de problemas fundamentais e suas ferramentas de investigação" | —                   |
| 2005 | Keith Moffatt                            | "por suas contribuições para a compreensão da magneto-hidrodinâmica, especialmente para os mecanismos que determinam como os campos magnéticos podem se desenvolver de um nível de fundo baixo para uma amplitude substancial" | [ 84 ]              |
| 2006 | Michael Kelly                            | "por seu trabalho na física fundamental do transporte de elétrons e na criação de dispositivos eletrônicos práticos que podem ser implantados em sistemas avançados" | —                   |
| 2007 | Artur Ekert                              | "por seu trabalho pioneiro na criptografia quântica e suas muitas contribuições importantes para a teoria da computação quântica e outros ramos da física quântica" | [ 85 ]              |
| 2008 | Michele Dougherty                        | "para o uso inovador de dados de campo magnético que levaram à descoberta de uma atmosfera ao redor de uma das luas de Saturno e a maneira como isso revolucionou nossa visão do papel das luas planetárias no Sistema Solar" | —                   |
| 2009 | Não atribuída                            | |                     |
| 2010 | Andre Geim                               | "por sua descoberta revolucionária do Grafeno e elucidação de suas propriedades notáveis" | [ 86 ]              |
| 2011 | Matthew Rosseinsky                       | "por suas descobertas influentes na química sintética de materiais eletrônicos de estado sólido e novas estruturas microporosas" | [ 87 ]              |
| 2013 | Henning Sirringhaus                      | "por seu desenvolvimento pioneiro de processos de impressão a jato de tinta para dispositivos semicondutores orgânicos e pela melhoria dramática de seu funcionamento e eficiência" | [ 88 ]              |
| 2015 | George Efstathiou                        | "por muitas contribuições importantes para a nossa compreensão do Universo primitivo" |                     |
| 2017 | Peter Bruce                              | "pelo trabalho distinto elucidando a química fundamental que sustenta o armazenamento de energia" |                     |
| 2018 | James Durrant                            | "por seus distintos estudos fotoquímicos para o projeto de dispositivos de energia solar" |                     |
| 2019 | Andrew Cooper                            | "para o design e síntese de novas classes de materiais orgânicos com aplicações em armazenamento de energia, produção de energia e separações de eficiência energética" |                     |
| 2020 | Clare Grey                               | "por seu trabalho pioneiro no desenvolvimento e aplicação de uma nova metodologia de caracterização para desenvolver uma visão fundamental de como as operam baterias, supercapacitores e células de combustível." | [ 89 ]              |